# Nello Pagani
Cirillo Pagani, més conegut com a Nello Pagani   (Milà, 11 d'octubre de 1911 - Bresso, 19 d'octubre de 2003), fou un pilot de motociclisme italià que va guanyar el primer campionat del món de 125cc de la història, el de 1949. A banda, entre el 1934 i el 1951 va guanyar cinc campionats d'Itàlia (tres de 250cc i dos de 500cc). Va competir també en automobilisme i el 1950 va arribar a disputar un Gran Premi de Fórmula 1. El seu fill, Alberto Pagani, fou també pilot de motociclisme.

## Carrera esportiva

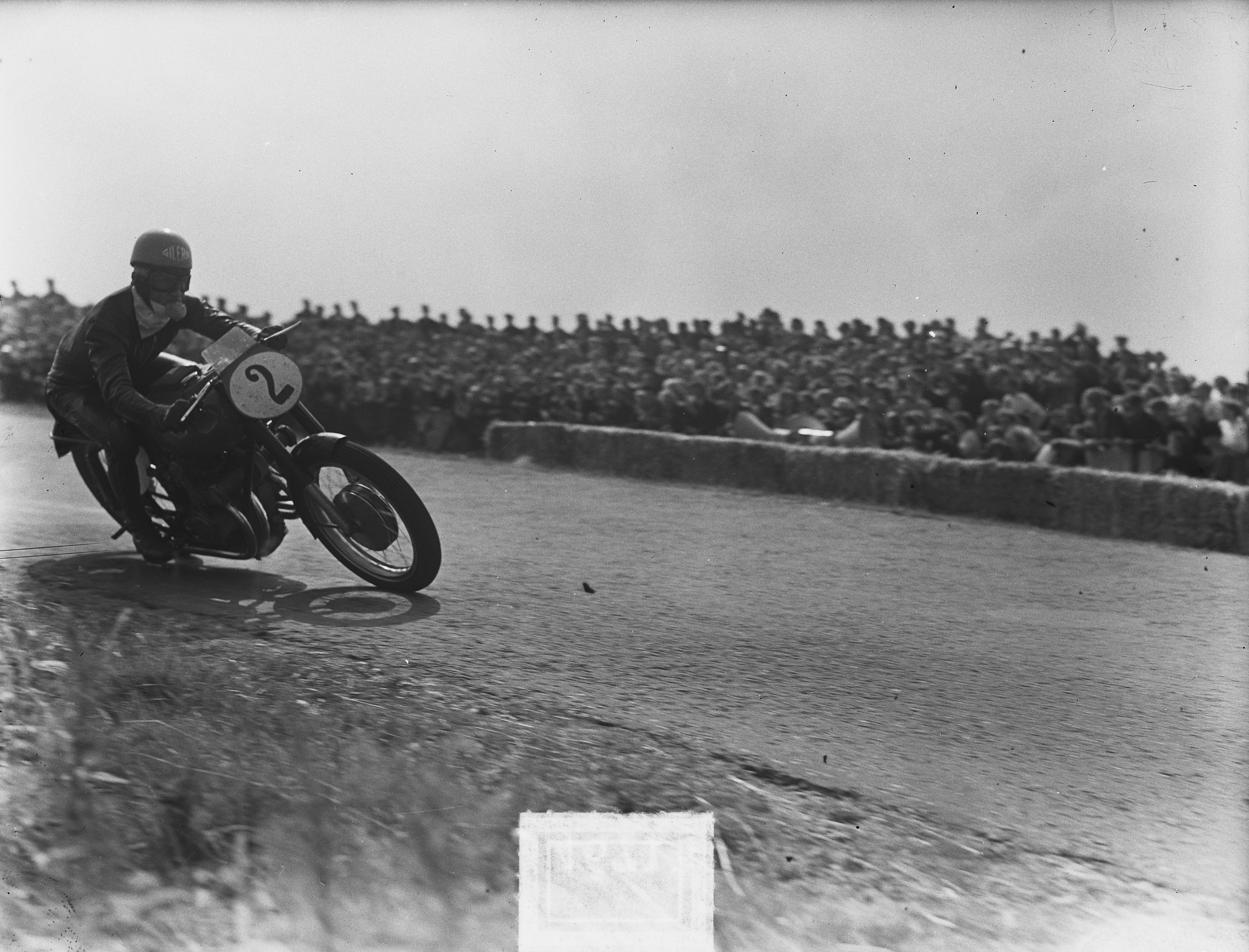
Nello Pagani amb la Gilera 500 al Dutch TT de 1951

Nascut en una família de l'aristocràcia italiana, Pagani va dur a terme una llarga carrera que abastà des del 1928 fins al 1955. El 1949, quan guanyà el mundial de motociclisme de 125cc, va estar a punt de guanyar també el de 500cc i convertir-se, doncs, en doble campió. El mundial de 500cc d'aquell any constava de sis Grans Premis, dels quals comptaven pel títol les tres millors puntuacions de cada pilot. L'anglès Leslie Graham, amb una AJS, va ser el principal rival de Pagani. Tot i que l'italià va aconseguir més punts totals que Graham, va perdre el campionat a mans d'aquest pel còmput de millors resultats: dues victòries i un tercer lloc Pagani i dues victòries i un segon lloc Graham. Pagani va córrer sis temporades més al mundial de 500cc (i una al de 125cc), però ja no va guanyar cap altra cursa.
Pel que fa a l'automobilisme, Nello Pagani va guanyar el Gran Premi de Pau els anys 1947 i 1948. La seva única participació al Campionat del Món de Fórmula 1 fou el Gran Premi de Suïssa de 1950, celebrat el 4 de juny de 1950 al circuit de Bremgarten. Va acabar-hi setè i no va obtenir cap punt per al campionat. També va acabar quart al Gran Premi de Mòdena aquell any, conduint un Simca-Gordini. El 1952 va acabar segon a la seva categoria a la Mille Miglia amb un O.S.C.A.. Pagani, però, estava més involucrat amb les curses de motociclisme i va esdevenir director de l'equip de competició de MV Agusta.

## Resultats al Mundial de motociclisme
Barem de puntuació de 1949:
| Posició | 1  | 2 | 3 | 4 | 5 | Volta ràpida |
| Punts   | 10 | 8 | 7 | 6 | 5 | 1            |

Barem de puntuació de 1950 a 1968:
| Posició | 1 | 2 | 3 | 4 | 5 | 6 |
| Punts   | 8 | 6 | 4 | 3 | 2 | 1 |

(Ids. Grans Premis | Llegenda) (Curses en negreta indiquen pole; curses en  itàlica indiquen volta ràpida)
| Any  | Categoria | Equip     | 1     | 2     | 3     | 4     | 5     | 6     | 7     | 8     | 9     | Punts | Posició | Victòries |
| ---- | --------- | --------- | ----- | ----- | ----- | ----- | ----- | ----- | ----- | ----- | ----- | ----- | ------- | --------- |
| 1949 | 125cc     | Mondial   |       | CH 1  | DTT 1 |       |       | NAT 5 |       |       |       | 27    | 1r      | 2         |
| 1949 | 500cc     | Gilera    | IOM - | CH 4  | DTT 1 | BEL 5 | ULS 3 | NAT 1 |       |       |       | 28    | 2n      | 2         |
| 1950 | 500cc     | Gilera    | IOM - | BEL 2 | DTT 2 | CH -  | ULS - | NAT - |       |       |       | 12    | 4t      | 0         |
| 1951 | 125cc     | Mondial   | ESP - |       | IOM 4 |       | DTT - |       | ULS - | NAT - |       | 3     | 10è     | 0         |
| 1951 | 500cc     | Gilera    | ESP - | CH -  | IOM - | BEL 5 | DTT - | FRA 3 | ULS - | NAT 3 |       | 10    | 5è      | 0         |
| 1952 | 500cc     | Gilera    | CH 4  | IOM - | DTT 6 | BEL 6 | GER - | ULS - | NAT 3 | ESP 4 |       | 12    | 8è      | 0         |
| 1953 | 500cc     | Gilera    | IOM - | DTT - | BEL - | GER - | FRA - | ULS - | CH -  | NAT - | ESP 5 | 2     | 15è     | 0         |
| 1954 | 500cc     | MV Agusta | FRA - | IOM - | ULS - | BEL - | DTT - | GER - | CH -  | NAT - | ESP 3 | 4     | 13è     | 0         |
| 1955 | 500cc     | MV Agusta | ESP 5 | FRA - | IOM - | GER - | BEL - | DTT - | ULS - | NAT - |       | 2     | 20è     | 0         |

## Resultats a la Fórmula 1
| Any  | Equip                  | Xassís   | Motor               | 1   | 2   | 3   | 4    | 5   | 6   | 7   | Posició | Punts |
| ---- | ---------------------- | -------- | ------------------- | --- | --- | --- | ---- | --- | --- | --- | ------- | ----- |
| 1950 | Scuderia Achille Varzi | Maserati | Maserati Straight-4 | GBR | MON | 500 | CH 7 | FRA | BEL | ITA | -       | 0     |